# Scott Simpson
Scott Simpson, född 17 september 1955 i San Diego i Kalifornien, är en amerikansk golfspelare.
Simpson studerade på University of Southern California och blev professionell 1977. Han har spelat den amerikanska PGA-touren sedan 1979 där han vann sju tävlingar mellan 1980 och 1998.
Höjdpunkten i Simpsons karriär kom när han vann majortävlingen US Open på Olympic Club i San Francisco 1987 på 277 slag. På slutrundan gjorde han birdie på det 14:e, 15:e och 16:e hålet och vann över Tom Watson med ett slag.
Simpson spelade för det amerikanska Walker Cup-laget 1977 och i Ryder Cup 1987. Han är religiös och han menar själv att hans framgångar beror på sina bibelstudier som är hans största intresse.

## Merieter

### Majorsegrar
- 1987 US Open

### PGA-segrar
- 1980 Western Open
- 1984 Manufacturers Hanover Westchester Classic
- 1987  Greater Greensboro Open
- 1989 BellSouth Atlanta Golf Classic
- 1993 GTE Byron Nelson Golf Classic
- 1998 Buick Invitational

### Övriga proffssegrar
- 1984 Chunichi Crowns, Dunlop Phoenix
- 1988 Chunichi Crowns
- 1990 Perrier Invitational